# Erste Cosmas- und Damianflut
Die Erste Cosmas- und Damianflut am 27. September 1477 war eine Sturmflut, die die gesamte Nordseeküste der Deutschen Bucht und die niederländisch-belgische Küste betraf. Sie ist benannt nach den Kirchenheiligen Cosmas und Damian, deren Gedenktag der 26. September ist.
In Ostfriesland zerstörte die Sturmflut einige Deiche. Aus dem Rheiderland ist bekannt, dass mehrere Ortschaften aufgegeben werden mussten. Mit den Zerstörungen der Ersten Cosmas- und Damianflut wurde die Entstehung des Dollart gefördert. Die Sturmflut von 1477 gilt als eine der schwersten, die die Niederlande heimgesucht haben. Besonders die Küste von Flandern war betroffen. In Zeeland wurde der Ort Arnemuiden verwüstet und das Schloss Hellenburg bei Baarland schwer beschädigt.